# Reprezentacja Cypru w piłce wodnej kobiet
Reprezentacja Cypru w piłce wodnej kobiet – zespół, biorący udział w imieniu Cypru w meczach i sportowych imprezach międzynarodowych w piłce wodnej, powoływany przez selekcjonera, w którym mogą występować wyłącznie zawodnicy posiadający obywatelstwo cypryjskie. Za jej funkcjonowanie odpowiedzialny jest Cypryjski Związek Pływacki (KOEK), który jest członkiem Międzynarodowej Federacji Pływackiej.